# Cneo Papirio Carbón
Cneo Papirio Carbón (en latín: Gnaeus Papirius Carbo; ejecutado c. 82 a. C., Lilibea, Sicilia) fue un político romano y líder militar de la familia plebeya de los Papiros, cónsul de los años 85, 84 y 82 a. C. Mencionado por primera vez en las fuentes como tribuno de la plebe en el año 92 a. C., probablemente participó en la guerra Social y apoyó a Cayo Mario en la lucha política interna de 88 a. C. En 87 a. C., cuando las tropas de Mario y Lucio Cornelio Cinna asediaron Roma, Carbón ya era una de las figuras más destacadas del partido mariano y comandaba uno de los cuatro ejércitos. Cinna, quien pronto se convirtió en el único gobernante de la República, nombró en dos ocasiones a Cneo Papirio como su colega en el consulado, en los años 85 y 84; cuando murió Lucio Cornelio a principios del año 84 a. C., Carbón quedó como único cónsul.
En el año 82 a. C. Carbón recibió un tercer consulado y se convirtió en uno de los comandantes del ejército mariano en la guerra contra Lucio Cornelio Sila. Tras varias derrotas, huyó a África, pero fue alcanzado por Cneo Pompeyo y ejecutado.

## Biografía

### Orígenes
Cneo Papirio pertenecía a la familia plebeya de los Papirios. La familia patricia homónima —originalmente llamados Papisii— aparece en las fuentes desde 444 a. C., pero se extinguió a finales del siglo III a. C., y los plebeyos Carbones no tienen nada que ver con ella. El primer portador conocido del cognomen «Carbonus» alcanzó la pretura en el año 168 a. C. y tuvo dos hijos: Cayo, quien ocupó el cargo de cónsul en 120 a. C. convirtiéndose así en el primero de la historia de la familia en ejercer este cargo, y Cneo, cónsul en el 113 a. C. El hijo de este, quien adoptó el mismo nombre, llegó a ser tres veces cónsul. Tuvo un hermano, Cayo Papirio Carbón, quien fue pretor y un primo, Cayo Papirio Carbón Arvina, quien ejerció de tribuno de la plebe en 90 a. C. Todos los miembros de esta familia, desde la época de los Graco, pertenecían a los populares.

### Primeros años y comienzo de la carrera
Plinio el Viejo cuenta que Cneo Papirio nació con dientes. Su padre se vio obligado a suicidarse en el año 112 a. C. a causa de la acusación formulada contra él por Marco Antonio el Orador, y lo hizo bebiendo betún, de manera que, en palabras de Cicerón, «se justificó con betún». Cneo Papirio no aparece en las fuentes hasta veinte años después, ya que en 92 a. C. ejercía el cargo de tribuno de la plebe. Sólo se conserva un relato de los acontecimientos de este año, del que se puede deducir que hubo algún tipo de agitación: el cónsul Cayo Claudio Pulcro informó al Senado sobre el «motín de Cneo Carbón», ya que este no había disuelto la asamblea popular cuando comenzaron los disturbios. Tras escuchar el informe y la opinión de Lucio Licinio Craso sobre el mismo, el Senado reconoció que Cneo Papirio había intentado una «acción violenta».
Cumpliendo los requisitos de la lex Villia annalis, Carbón debió ocupar la pretura no más tarde del año 88 a. C. Lucio Anneo Floro, en relación con los acontecimientos de 89 a. C. en los frentes de la guerra Social, escribe sobre un tal Carbón quien derrotó a los lucanos. Podría tratarse de Cneo Papirio —en cuyo caso su pretura debería fecharse en 89 a. C.— o de su primo Cayo Papirio Carbón Arvina. En la períoca LXXVI de Tito Livio, se menciona a Publio Gabinio, quien en el año 89 a. C. luchó contra los lucanos y murió en una de las batallas, y en consecuencia, según sugiere el historiador alemán Friedrich Münzer, Carbón sustituyó a Gabinio en Lucania.

### Del lado de Mario y Cinna
En el año 88 a. C. la lucha política interna en Roma provocó una guerra civil. Dos leyes, iniciadas por Publio Sulpicio, un tribuno de la plebe, dieron lugar a la idea de que los nuevos ciudadanos itálicos se distribuyeran entre todas las tribus y tuvieran así voz y voto en el resultado de las elecciones y que Cayo Mario tuviera el mando de la guerra contra Mitrídates, que originalmente estaba destinado a Lucio Cornelio Sila. Este respondió marchando con su ejército a Roma y, tras ocupar la ciudad, hizo declarar enemigos (hostes) a doce de sus oponentes políticos. Las fuentes dan los nombres de nueve de ellos, en los que se incluyen a Mario y a Sulpicio; en la historiografía se especula con que uno de los tres personajes anónimos de la lista fuese Cneo Papirio, quien podría haber participado activamente en los turbulentos acontecimientos de 88 a. C., puesto que, en cualquier caso, ya era uno de los  líderes del «partido» mariano.
A los doce opositores de Sila «se les culpó de agitar los disturbios, de hacer la guerra a los cónsules y de declarar la libertad de los esclavos para inducirlos a desprenderse. Todos eran enemigos declarados de los romanos y cualquiera que se encontrara con ellos podía matarlos o llevarlos a los cónsules con impunidad». Sin embargo, todos menos Publio Sulpicio pudieron escapar.
En el año 87 a. C., uno de los cónsules, Lucio Cornelio Cinna, también decidió repartir nuevos ciudadanos entre todas las tribus y también se vio obligado a huir de su ciudad, lo que hizo que la guerra civil se reanudara. Mario, quien había regresado a Italia, se unió a Cinna y Roma fue asediada por cuatro ejércitos a la vez. Uno de ellos fue comandado por Cneo Papirio, actuando conjuntamente con Cinna. Roma fue defendida por Cneo Pompeyo Estrabón, quien probablemente tenía viejos vínculos con Carbón, lo que ayudó a iniciar negociaciones, aunque, sin embargo, las partes enfrentadas no lograron llegar a un acuerdo. Pronto Estrabón murió en una epidemia y Roma se rindió a los marianos.
Poco después de estos acontecimientos, Carbón actuó como defensor del hijo de Estrabón, el joven Cneo Pompeyo, quien más tarde sería apodado el Grande. Este último fue acusado de malversar el botín incautado por su padre en Ausculum en 89 a. C. Además de Carbón, los defensores fueron Quinto Hortensio Hórtalo y Lucio Marcio Filipo. Gracias a esto, Pompeyo terminó siendo absuelto.
Mientras tanto, Cayo Mario murió en enero de 86 a. C. y Cinna —quien se había convertido en gobernante de facto de Italia y de la mayoría de las provincias— nombró como su colega en el consulado a Lucio Valerio Flaco para 86 a. C. y a Carbón para 85 a. C. y 84 a. C.

### Al frente de la República
El principal problema para el gobierno de Cinna y Carbón era Sila, quien en 85 a. C. terminó la guerra con el reino del Ponto con una victoria y comenzó los preparativos para un desembarco en Italia. Envió un mensaje al Senado romano, enumerando sus méritos y declarando que pronto regresaría a Italia para salvar a Roma de los villanos que se habían hecho con el poder en ella. Cinna y Carbón respondieron haciendo vigorosos preparativos para una nueva guerra civil: reclutaron tropas, repararon la marina, recogieron alimentos y dinero y realizaron propaganda entre los itálicos, cuyos derechos civiles fueron una de las causas del conflicto. El Senado propuso negociaciones de paz e incluso ordenó a los cónsules que suspendieran sus actividades de movilización, pero ellos se limitaron a promesas formales.
A principios del año 84 a. C., Cneo Papirio y Cinna se dispusieron a cruzar con su ejército a Iliria desde el norte de Italia. Es posible que planeasen endurecer a sus reclutas en batallas contra las tribus ilirias y luego unirse al gobernador de Macedonia, Lucio Cornelio Escipión Asiático, y derrotar a Sila en Grecia. Sin embargo, los soldados, obviamente, no querían pelear contra sus conciudadanos y, además, el mar estaba demasiado agitado para un cruce tranquilo. Uno de los escuadrones fue sorprendido por una tormenta y los soldados supervivientes se dispersaron hacia sus hogares. Cinna, quien había intentado poner orden en el ejército, fue asesinado por los rebeldes.
Carbón en ese momento se encontraba en el norte de Italia. En contra del decreto del Senado, Cneo Papirio reunió rehenes de todos los municipios italianos para garantizar la lealtad de las comunidades en la próxima guerra contra Sila; en Placentia, el magistrado local Marco Castricio se negó a cumplir con sus exigencias y a la afirmación del cónsul «tengo muchas espadas» respondió «Y yo tengo muchos años». Después de esto, Carbón tuvo que irse sin nada. Por su parte, Cayo Verres era en esta época cuestor de Cneo Papirio; según Cicerón, «Carbón estaba muy descontento de que le dieran un hombre notablemente derrochador y perezoso; sin embargo, le hizo toda clase de favores y lo recompensó». Sin embargo, Verres escapó a la primera oportunidad, llevándose seiscientos mil sestercios del dinero público.
Tras la muerte de su colega, Carbón debía celebrar una elección para el puesto de cónsul sufecto y los tribunos de la plebe le instaron a acudir a Roma para la votación; pero él, prefiriendo gobernar solo, ignoró estas invitaciones. Cneo Papirio sí acudió a Roma cuando los tribunos le amenazaron con abdicar del poder, y fijó una fecha para la elección, pero luego la pospuso con el pretexto de unos presagios desfavorables. Más tarde, un rayo cayó sobre los templos de Ceres y Luna, y por esta razón los augures pospusieron la elección hasta después del solsticio de verano. Es probable que ya no se planteara la cuestión de la elección de un cónsul sufecto, por lo que Carbón fue el único alto magistrado hasta el final del año.
En 84 a. C. Sila envió otra carta al Senado en la que, según Livio, sólo pedía una amnistía para los exiliados, pero según Apiano declaró que nunca se reconciliaría con los marianos y de hecho amenazó con la guerra. El Senado, mediante un decreto especial, ordenó a los dos generales que disolvieran los ejércitos, «pero Carbón y sus partidarios, creyendo que lo mejor era ir a la guerra, se aseguraron de que el acuerdo no se llevara a cabo». Es cierto que A. Korolenkov y E. Smykov sugieren que el decreto estaba destinado principalmente a Sila, quien comandaba un ejército relativamente pequeño pero experimentado y preparado para la guerra.
En las elecciones consulares regulares organizadas por Cneo Papirio, ganaron Lucio Cornelio Escipión Asiático y Cayo Norbano Balbo, quienes se caracterizan en la historiografía como marianos «moderados». Según algunos historiadores, Carbón fue durante un tiempo apartado del poder, según otros, en general, conservó sus posiciones.

### Guerra con Sila y muerte
En el año 83 a. C., mientras Carbón ejercía de procónsul en la Galia Cisalpina, Sila desembarcó en el sur de Italia y avanzó sobre Roma. Tras la derrota de ambos cónsules, acudió a la capital para lograr la proclamación de enemigos públicos de aquellos senadores que habían huido a Sila. Las fuentes dan el nombre de uno solo de estos fugitivos: Quinto Cecilio Metelo Pío. Fue durante la estancia de Cneo Papirio en Roma cuando se incendió el templo de Júpiter Capitolino; algunos culparon a los silanos, otros a los cónsules o a Carbón.
Dado que Norbano y Escipión fueron derrotados por Sila, Carbón y Cayo Mario el Joven fueron elegidos cónsules al año siguiente. A esta elección se opuso Quinto Sertorio, una figura prominente del partido mariano, quien tal vez contaba con el consulado. Ante sus críticas, Carbón y Mario lo enviaron como gobernador a Hispania Citerior; como resultado, el comandante militar, quizás más competente, se perdió para los marianos. A principios de año, los cónsules se preparaban activamente para la próxima campaña. Recurriendo a las confiscaciones de los objetos de valor de los templos consiguieron reunir una enorme cantidad de dinero: incluso al final de la guerra quedaban catorce mil libras de oro y seis mil libras de plata en el tesoro de la República. El ejército pudo reponerse con los veteranos de Cayo Mario padre y los itálicos. Carbón se dirigió al norte de Italia, contra Metelo Pío y Cneo Pompeyo, mientras que Mario tuvo que luchar en el Latium y Campania contra el propio Sila.
Los legados de Cneo Papirio, Cayo Carrinas y Cayo Marcio Censorino, no tuvieron éxito desde el inicio de la campaña. Carbón, al enterarse de la derrota de Mario en el sur, se retiró a Ariminum, pero más tarde se abrió paso hacia Etruria, donde se encontró con el ejército de Sila. La obstinada batalla de Clusio se saldó sin ningún vencedor, lo que puede ser considerado como el único revés de Sila en la guerra civil. Posteriormente, Carbón hizo varios intentos de ayudar a Mario sitiado en Praeneste, donde envió ocho legiones dirigidas por Censorino y dos legiones al mando de Bruto Damasipo, pero ambos ejércitos fueron derrotados.
El propio Cneo Papirio también fue derrotado por Marco Terencio Varrón Lúculo en la batalla de Fidencia y, aunque todavía tenía un ejército de treinta mil hombres, el cónsul huyó a África. Sila, tras dar por terminada la guerra en Italia e incluir a Carbón en la primera de sus listas de proscritos, envió contra él a Pompeyo, quien lo encontró en la isla de Cossira. 

Pompeyo hizo que le presentaran aprisionado a un ciudadano romano que había sido tres veces cónsul, y colocándolo delante del tribunal, sentado en su escaño le condenó, con disgusto e incomodidad de cuantos lo presenciaron. Después mandó que, quitándose de allí, le diesen muerte; cuéntase que, después de retirado, cuando vio ya la espada levantada, pidió que le permitieran apartarse un poco y le dieran un breve instante para hacer cierta necesidad corporal.

Plutarco. Pompeyo, 10.

Apiano informa que Pompeyo «injurió a Carbón delante de todo el pueblo»; según el epitomador de Livio, Cneo Papirio «encontró la muerte llorando como una mujer». Tras su fallecimiento, Pompeyo envió su cabeza a Sila.

## Descendientes
Cneo Papirio no tuvo hijos. El representante de la próxima generación de los Papirios Carbones fue el hijo de su primo Carbón Arvina.

## Evaluaciones
Los escritos de Cicerón conservan los juicios de sus enemigos de partido sobre Cneo Papirio. Así, en uno de sus discursos contra Verres, dice que «Carbón era un mal ciudadano, un mal cónsul, un rebelde»; admite que la mayoría de su público odiaba su nombre. Según Cicerón, «no ha habido ninguno de los Carbones que haya sido un ciudadano bueno y útil».
Plutarco llama a Carbón «un tirano aún más temerario que Cinna». Además, admite que la ejecución de Cneo Papirio puede haber sido necesaria, pero sigue condenando a Pompeyo por «burlarse inhumanamente de sus desgracias». Tito Livio y Apiano mencionan la cobardía de Carbón.